# Gabelhammermühle

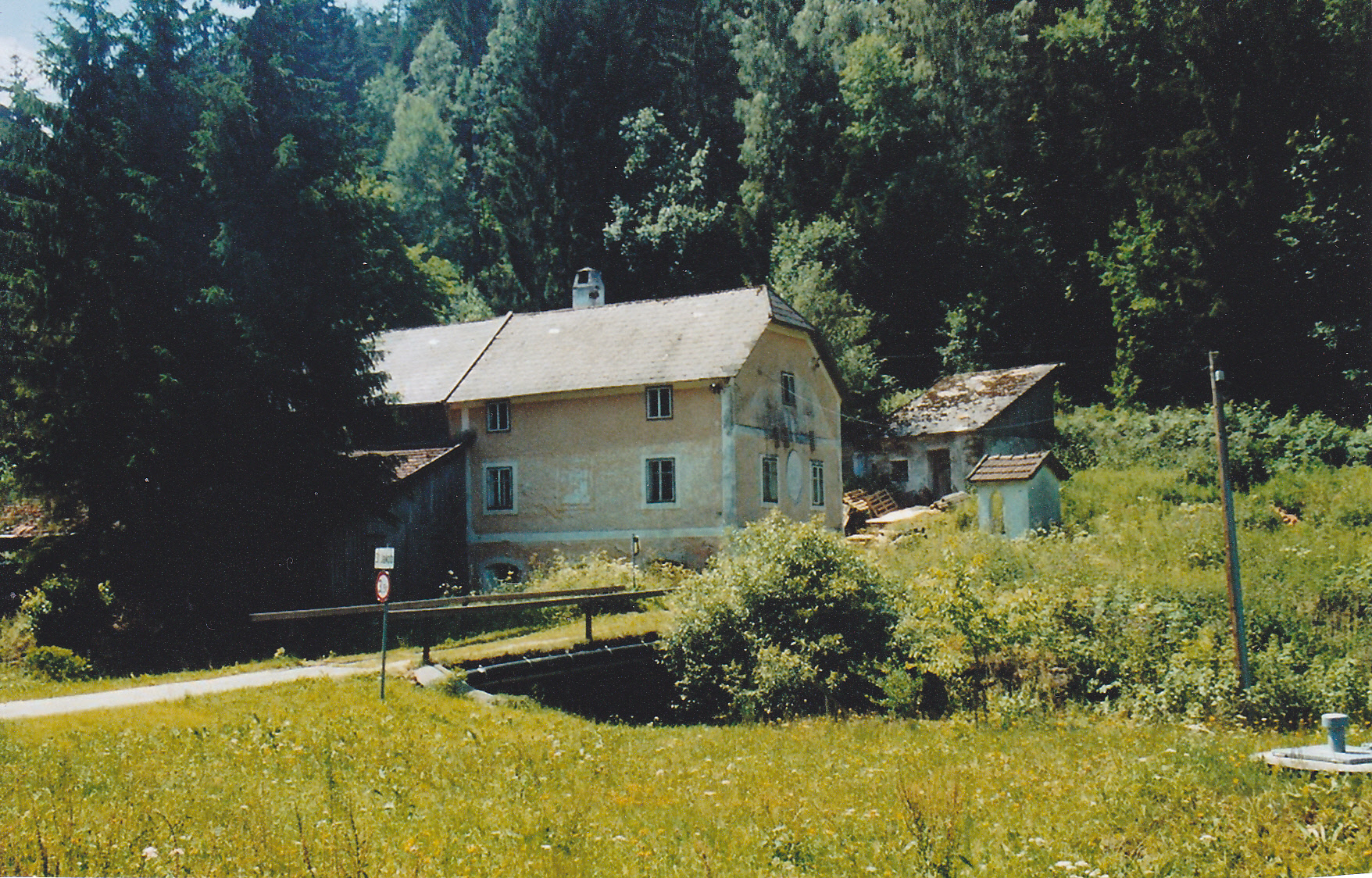
Gabelhammermühle

Die Gabelhammermühle liegt an der Zwettl, nördlich von Groß Gerungs im niederösterreichischen Waldviertel. Sie wurde erstmals im Jahr 1379 urkundlich erwähnt. Am Standort befanden sich eine Mühle, eine Hammerschmiede und später auch eine Säge, die von einem oberschlächtigen Wasserrad angetrieben wurden. Im Wasserbuch der Bezirkshauptmannschaft Zwettl wird die Mühle im Jahr 1892 mit zwei Gängen beschrieben. Sie war bis nach 1907 in Betrieb. Der im Kern barocke Bau wurde um 1800 errichtet und 1928 aufgestockt. Das aus einem Wohn- und einem Betriebstrakt bestehende Gebäude verfügt über eine weitgehend originale Maschineneinrichtung der Firma Artner Mühlen & Maschinenbauer Zwettl. Auch die Wehranlagen sind noch intakt.